# Brooke Newton
Brooke Joelle Newton (* 5. Juni 1986 in Ocala, Florida) ist eine US-amerikanische Schauspielerin und Synchronsprecherin.

## Leben
Newton wurde am 5. Juni 1986, nach anderen Angaben 1987, in Ocala geboren, wo sie auch aufwuchs. Sie war Cheerleaderin der Tampa Bay Buccaneers. Sie debütierte 2005 in den Spielfilmen The Touch und Natale a Miami als Schauspielerin. In der Folge erhielt sie Nebenrollen unter anderen in den Filmproduktionen Die Party Animals sind zurück!, Sydney White – Campus Queen und Lauschangriff – My Mom’s New Boyfriend. 2009 war sie im Fernsehzweiteiler Meteoriten – Apokalypse aus dem All in der Rolle der Anna zu sehen. Es folgten außerdem Besetzungen in jeweils einer Episode der Fernsehserien Gary Unmarried, Meteoriten – Apokalypse aus dem All, CSI: Vegas, The Tonight Show oder auch Glee.
2013 verkörperte Newton in 43 Episoden der Fernsehserie All My Children die Rolle der Colby Chandler. Eine größere Rolle hatte sie im Film Die mysteriöse Leihmutter inne. 2019 hatte sie eine Hauptrolle als Samantha Kirkpatrick im Lifetime-Fernsehfilm Psycho Granny inne. Als Synchronsprecherin war sie unter anderen für die englischsprachige Fassung in Das Grab im Wald, Thai Cave Rescue und Reise zum Mittelpunkt der Erde zu hören.

## Filmografie (Auswahl)

### Schauspiel
- 2005: The Touch
- 2005: Natale a Miami
- 2006: Die Party Animals sind zurück! (National Lampoon’s Pledge This!)
- 2007: Sydney White – Campus Queen (Sydney White)
- 2007: Real Premonition
- 2008: Lauschangriff – My Mom’s New Boyfriend (My Mom’s New Boyfriend)
- 2008: Pink Champagne (Kurzfilm)
- 2009: Gary Unmarried (Fernsehserie, Episode 1x13)
- 2009: Meteoriten – Apokalypse aus dem All (Meteor, Fernsehzweiteiler)
- 2009: CSI: Vegas (CSI: Crime Scene Investigation, Fernsehserie, Episode 9x21)
- 2009: The Tonight Show (Fernsehserie, 2 Episoden)
- 2009: Glee (Fernsehserie, Episode 1x03)
- 2009: Little Fish, Strange Pond
- 2009: Robodoc
- 2009: Gurdian
- 2010: Liebe blüht auf (Love Begins, Fernsehfilm)
- 2010: How I Met Your Mother (Fernsehserie, Episode 5x14)
- 2010: Mad Men (Fernsehserie, Episode 4x10)
- 2011: Phonees (Fernsehserie)
- 2011: Happy Endings (Fernsehserie, Episode 2x04)
- 2011: Tim Timebomb’s RockNRoll Theater (Fernsehserie)
- 2011: The League (Fernsehserie, Episode 3x09)
- 2012: Conan (Fernsehserie, Episode 2x71)
- 2012: Knife Fight – Die Gier nach Macht (Knife Fight)
- 2012: Perception (Fernsehserie, Episode 1x06)
- 2012: Beyond the Trophy
- 2013: Suburgatory (Fernsehserie, Episode 2x14)
- 2013: All My Children (Fernsehserie, 43 Episoden)
- 2013: Jake Squared
- 2013: A Leading Man
- 2013: Jet Set
- 2014: The Silent Affair (Kurzfilm)
- 2014: Ray Donovan (Fernsehserie, Episode 2x10)
- 2014: Anger Management (Fernsehserie, Episode 2x86)
- 2014: About a Boy (Fernsehserie, 2 Episoden)
- 2014: That Guy: Pilot (Kurzfilm)
- 2014: Alone Together (Kurzfilm)
- 2015: AWOL-72
- 2015: Hamlet’s Ghost
- 2015: EP/Executive Protection
- 2016: Best Friends – Zu jeder Zeit (Best Friends Whenever, Fernsehserie, Episode 1x19)
- 2016: Late Bloomer (Fernsehfilm)
- 2016: Unbelievable!!!!!
- 2016: Before the Fall (Kurzfilm)
- 2016: Light on Sunshine (Kurzfilm)
- 2018: Winding Waters (Kurzfilm)
- 2018: Admission (Kurzfilm)
- 2018: Die mysteriöse Leihmutter (The Surrogate)
- 2019: Psycho Granny
- 2021: Mystère: Victorias geheimnisvoller Freund (Mystère)
- 2022: Love Accidentally
- 2022: Détox (Fernsehserie, 6 Episoden)
- 2022: The Playlist (Miniserie, 2 Episoden)
- 2023: Der Auserwählte (The Chosen One, Fernsehserie, 4 Episoden)

### Synchronisationen
- 2020: Das Grab im Wald (W głębi lasu, Miniserie, 6 Episoden)
- 2022: Wild Rythm (Ritmo Salvaje, Fernsehserie, 8 Episoden)
- 2022: Thai Cave Rescue (ถ้ำหลวง: ภารกิจแห่งความหวัง, Miniserie, 4 Episoden)
- 2022: El Secreto de la Familia Greco (Fernsehserie, 4 Episoden)
- 2023: Reise zum Mittelpunkt der Erde (Viaje al centro de la Tierra, Fernsehserie, 8 Episoden)
- 2023: 6ixtynin9: The Series (Miniserie, 6 Episoden)